# Filles du Sacré Cœur de Jésus de Guadalajara
Les filles du Sacré Cœur de Jésus de Guadalajara (en latin : Congregationem Sororum Filiarum Sacri Cordis Iesu) sont une congrégation religieuse féminine hospitalière de droit pontifical.

## Historique
La congrégation est fondée par Atenógenes Silva (es) (1848 - 1911) chanoine de la cathédrale de Guadalajara (plus tard évêque de Colima et Michoacán ) avec cinq jeunes qui désire embrasser la vie religieuse, le 2 février 1886 est ouvert à Guadalajara l'hôpital du Sacré-Cœur pour l'assistance aux pauvres malades.
En 1905, Marie Venegas de la Torre (1868 - 1959) entre dans la congrégation, elle est élue supérieure en 1921 et apporte une telle contribution à l'organisation et la diffusion de l'institut naissant qu'elle est considérée comme fondatrice. Marie Venegas rédige également les premières constitutions religieuses des filles du Sacré-Cœur, Mgr Orozco y Jiménez, évêque de Guadalajara, approuve les constitutions en juillet 1929 et l'institut reçoit le décret de louange le 26 juillet 1930. 

## Activités et diffusion
Les filles du Sacré-Cœur soignent les malades et font de l'apostolat missionnaire.
Elles sont présentes au Mexique, au Guatemala, au Honduras et en Guinée.
La maison généralice est à Guadalajara.
En 2017, la congrégation comptait 169 sœurs dans 27 maisons.